# Iias春日井
iias 春日井（イーアス かすがい）は、愛知県春日井市六軒屋町に所在するショッピングセンター。

## 施設概要
イーアス春日井は、西友が1977年（昭和52年）6月に開業し（当時は西武春日井ショッピングセンター）、2019年（平成31年）2月に閉館した「ザ・モール春日井 Part1(本館)」の跡地に開発された広域型SC（RSC）である。
2018年（平成30年）に大和ハウス工業が西友から土地を取得し、5施設目（のちに売却したイーアス札幌を除くと4施設目）のイーアスとしてオープンした建物には、西友も核テナントの一つとして出店。隣接した「ザ・モール春日井 Part2」は、イーアス春日井がオープン後も引き続き西友が運営していたが、2022年（令和4年）に西友の手を離れ「アクロスプラザ春日井」に改称されている。
立地は名古屋駅から直線距離で12km、車で約40分。名古屋市から長野市までを結ぶ国道19号線に面している。基礎商圏は半径5km圏に居住する約30万人。子育てファミリーを中心に、小さな子どもから高齢者まで日常の利便性を向上させ、「地域に密着し、地域コミュニティの中心となるSCを目指す」（大和ハウス工業の担当者）という。
建物は地上3階建て。ザ・モール春日井Part1時代に設置されていたステンドグラスの一部を当施設に再設置している。
このSCは、国道19号（春日井バイパス）に面しているが、SCに流出入するための信号機などは設置されていない。そのため、名古屋方面からの車は直接施設に流入する形、多治見方面からは国道19号を立体交差でまたぐオーバーブリッジを使用し流入する形が取られている（前施設同様）。

## テナント
総店舗数は61店。核店舗は国内最大（当時）の売場面積約1650坪を持つ1階の「無印良品」とSMの「西友」、2階「ユニクロ」「ジーユー」、3階「ラウンドワン」。大型店は2階に家電「コジマ×ビックカメラ」と「トイザらス・ベビーザらス」を配した。
飲食店は1階にほぼ集中。フードホール「Tabeyard（タベヤード）」は580席を設け、テイクアウトを併設した。
2階では「本と珈琲と暮らし」と名付けた500坪強の編集ゾーンを構築。イーアスでは初めての試みで「くまざわ書店」を軸とした。
3階は「ラウンドワン」がワンフロア約2500坪で入居。①ボウリング、②アミューズメント（ゲームセンター）、③カラオケ、④スポッチャの4エリアで構成。スポーツアトラクション施設であるスポッチャは大屋根を架けた半屋外施設となっており、雨天でも遊べるようになっている。

### 1F
- 西友
- 無印良品
- スギ薬局
- カルディコーヒーファーム
- 3COINS+plus

### 2F
- ユニクロ
- ジーユー
- H&M
- 春日井ロフト（2022年3月11日オープン）[10][11]
- コジマ×ビックカメラ
- トイザらス・ベビーザらス
- ABCマート
- くまざわ書店
- ダイソー

### 3F
- ラウンドワンスタジアム（開店直後は大曽根駅より無料シャトルバスが出ていた）[12]

## 沿革
- 2019年（平成31年）
  - 2月20日 - 前身の「ザ・モール春日井Part1」が閉店。
- 2020年（令和2年）
  - 8月31日 - 着工。
- 2021年（令和3年）
  - 6月3日 - 施設名称が「iias 春日井」（イーアス春日井）に決定する[13]。
  - 10月22日 - 施設開業[14]。

## 交通アクセス

### 鉄道
- JR中央本線 春日井駅北口下車。徒歩の場合、約30分[3][15]。

### 路線バス
はあとふるライナー
- 「東野口」停留所より徒歩で約5分[3]。

名鉄バス
- 「浅山町」もしくは「東野口」停留所より徒歩で約5分[3][15]。

### 無料シャトルバス
JR中央本線春日井駅北口 桃花台バス停留所から発着。2022年9月30日をもって運行終了。

### 自動車
- 東名高速道路 春日井ICより3km、国道19号（春日井バイパス）を名古屋方面へ南下して右手[3][9]。
- 名古屋第二環状自動車道（名二環）勝川ICより6km、国道302号（名古屋環状2号線（環状2号））を経由し、国道19号（春日井バイパス）を多治見方面へ北上して左手[3][9]。